# Теория Друде

Электрическое поле ускоряет электроны находящиеся в электронном газе. Соударения с дефектами решётки замедляют их.

Теория Друде — классическое описание движения электронов в металлах. Эта теория была предложена немецким физиком Паулем Друде через 3 года после открытия электрона как частицы — в 1900 году. Она отличается простотой и наглядностью, хорошо поясняет эффект Холла, удельную проводимость в постоянном и переменном токе и теплопроводность в металлах и поэтому до сегодняшнего дня актуальна. Может использоваться для нескольких типов носителей, включая пространственно разделённые слои, как в кулоновском увлечении.

## Основные предположения
Электроны в металле рассматриваются как электронный газ, к которому можно применить кинетическую теорию газов. Считается, что электроны, как и атомы газа в кинетической теории, представляют собой одинаковые твёрдые сферы, которые движутся по прямым линиям до тех пор, пока не столкнутся друг с другом. Предполагается, что продолжительность отдельного столкновения пренебрежимо мала, и что между молекулами не действует никаких иных сил, кроме возникающих в момент столкновения. Так как электрон — отрицательно заряженная частица, то для соблюдения условия электронейтральности в твёрдом теле также должны быть частицы другого сорта — положительно заряженные. Друде предположил, что компенсирующий положительный заряд принадлежит гораздо более тяжёлым частицам (ионам), которые он считал неподвижными. Во времена Друде не было ясно, почему в металле существуют свободные электроны и положительно заряженные ионы, и что эти ионы собой представляют. Ответы на эти вопросы смогла дать только квантовая теория твёрдого тела. Для многих веществ, однако, можно просто считать, что электронный газ составляют слабо связанные с ядром внешние валентные электроны, которые в металле «освобождаются» и получают возможность свободно передвигаться по металлу, тогда как атомные ядра с электронами внутренних оболочек (атомные остовы) остаются неизменными и играют роль неподвижных положительных ионов теории Друде.
Несмотря на то, что плотность газа электронов проводимости примерно в 1000 раз больше плотности классического газа при нормальных температуре и давлении, и несмотря на присутствие сильного электрон-электронного и электрон-ионного взаимодействия в модели Друде для рассмотрения электронного газа в металлах почти без изменений применяются методы кинетической теории нейтральных разреженных газов.
Основные предположения теории Друде.
- В интервале между столкновениями не учитывается взаимодействие электрона с другими электронами и ионами. Иными словами, принимается, что в отсутствие внешних электромагнитных полей каждый электрон движется с постоянной скоростью по прямой линии. Далее, считают, что в присутствии внешних полей электрон движется в соответствии с законами Ньютона; при этом учитывают влияние только этих полей, пренебрегая сложными дополнительными полями, порождаемыми другими электронами и ионами. Приближение, в котором пренебрегают электрон-электронным взаимодействием в промежутках между столкновениями, известно под названием приближения независимых электронов. Соответственно приближение, в котором пренебрегают электрон-ионным взаимодействием, называется приближением свободных электронов.
- В модели Друде, как и в кинетической теории, столкновения — это мгновенные события, внезапно меняющие скорость электрона. Друде связывал их с тем, что электроны отскакивают от непроницаемых сердцевин ионов (а не считал их электрон-электронными столкновениями по аналогии с доминирующим механизмом столкновений в обычном газе).
- Предполагается, что за единицу времени электрон испытывает столкновение (то есть внезапное изменение скорости) с вероятностью, равной {\displaystyle {1 \over \tau }}. Имеется в виду, что для электрона вероятность испытать столкновение в течение бесконечно малого промежутка времени {\displaystyle dt} равна просто {\displaystyle {dt \over \tau }}. Время {\displaystyle \tau } называют временем релаксации, или временем свободного пробега; оно играет фундаментальную роль в теории проводимости металлов. Из этого предположения следует, что электрон, выбранный наугад в настоящий момент времени, будет двигаться в среднем в течение времени {\displaystyle \tau } до его следующего столкновения и уже двигался в среднем в течение времени {\displaystyle \tau } с момента предыдущего столкновения. В простейших приложениях модели Друде считают, что время релаксации {\displaystyle \tau } не зависит от пространственного положения электрона и его скорости.
- Предполагается, что электроны приходят в состояние теплового равновесия со своим окружением исключительно благодаря столкновениям. Считается, что столкновения поддерживают локальное термодинамическое равновесие чрезвычайно простым способом: скорость электрона сразу же после столкновения не связана с его скоростью до столкновения, а направлена случайным образом, причём её величина соответствует той температуре, которая превалирует в области, где происходило столкновение. Поэтому чем более горячей является область, где происходит столкновение, тем большей скоростью обладает электрон после столкновения.

## Формула Друде
Кинетическое уравнение Больцмана в приближении времени релаксации приводит для проводимости электронного газа к формуле Друде:
{\displaystyle \sigma ={\frac {ne_{0}^{2}\tau }{m^{*}}}}
- {\displaystyle \sigma } — электрическая удельная проводимость
- {\displaystyle n} — концентрация электронов
- {\displaystyle e_{0}} — элементарный заряд
- {\displaystyle \tau } — время релаксации по импульсам (время, за которое электрон «забывает» о том, в какую сторону двигался)
- {\displaystyle m^{*}} — эффективная масса электрона

Ниже приведён вывод этого выражения для классического случая без учёта реального потенциала рассеяния. Эта формула применима также к электронному и дырочному газу в полупроводниках (Формулу можно записать в другом виде для вырожденного электронного или дырочного газа {\displaystyle \sigma =e_{0}^{2}Dg}, где {\displaystyle D} — коэффициент диффузии электронов или дырок, а {\displaystyle g} — плотность электронных или дырочных состояний, причём все физические величины берутся на поверхности Ферми). 
Плотности состояний в двумерном проводнике
{\displaystyle g=g_{s}g_{v}{\frac {m^{*}}{2\pi \hbar ^{2}}}},
где gs — спиновое вырождение, gv — долинное вырождение, m* — эффективная масса и не зависит от энергии. gs = 2 а долинное вырождение для GaAs gv = 1.
Для носителей тока с параболическим законом дисперсии (энергия отсчитывается от дна зоны проводимости)
{\displaystyle E_{F}={\frac {mv_{F}^{2}}{2}}},
где νF — скорость носителей на уровне Ферми, и g = n/EF, можно получить выражение Друде для двумерно электронного газа
{\displaystyle \sigma =e_{0}^{2}D{\frac {n}{E_{F}}}={\frac {2e_{0}^{2}nD}{m^{*}v_{F}^{2}}}={\frac {ne_{0}^{2}}{m^{*}}}{\frac {2D}{v_{F}^{2}}}={\frac {ne_{0}^{2}}{m^{*}}}\tau },
где последнее уравнение следует из условия вырожденности электронного газа и определения коэффициента диффузии.

## Некоторые формулы
- ускорение электрона между двумя соударениями из второго закона Ньютона:

{\displaystyle {\frac {d{\vec {v}}}{dt}}=-{\frac {e_{0}}{m}}\cdot {\vec {E}}}
- средняя скорость электрона:

{\displaystyle {\overline {v}}=v_{d}=-{\frac {e_{0}\cdot E}{2m}}\cdot {\tau }}
Следует, однако, иметь в виду, что мгновенная скорость электрона в металле может быть большой и определяется уровнем Ферми.
- плотность тока:

{\displaystyle {\vec {j}}=-n\cdot e_{0}\cdot {\vec {v}}_{d}}
- Закон Ома:

{\displaystyle {\vec {j}}={\frac {n\cdot e_{0}^{2}\cdot \tau }{2m}}\cdot {\vec {E}}=\sigma \cdot {\vec {E}}}
- подвижность носителей заряда:

{\displaystyle \mu ={\frac {|{\vec {v}}_{d}|}{|{\vec {E}}|}}={\frac {e_{0}\cdot \tau }{2m}}}
- тепловая энергия электрона:

{\displaystyle W_{th}=3{\frac {kT}{2}}}

## Пределы применимости
К недостаткам этой теории следует отнести то что эта теория феноменологическая и использует время релаксации, которое нужно получить из эксперимента или более глубокой теории. Также использование кинетического уравнения Больцмана в приближении времени релаксации ограничивает применимость этой теории в области дискретного спектра носителей тока, то есть она применима только в квазиклассическом приближении, а в сильных магнитных полях (при формировании уровней Ландау) или при малом количестве мод (квантование сопротивления) не может адекватно описать физические явления. Также при макроскопическом проявлении квантовых эффектов как например явление сверхпроводимости. Даже в слабых магнитных полях теория Друде может терять применимость благодаря явлениям возникающим только в квантовой механике связанными с интерференцией, например слабая локализация, эффект Ааронова — Бома, универсальные флуктуации кондактанса. Кроме того даже сильная локализация (сильный беспорядок), перколяционная теория (низкая концентрация носителей), прыжковая проводимость и баллистический транспорт оказываются за пределами применимости этой теории.